# Политбиро ЦК КПЈ
Политички биро (Политбиро) ЦК КПЈ био је извршни орган Централног комитета Комунистичке партије Југославије (ЦК КПЈ) од маја 1926. до новембра 1952. године. По потреби, ужи круг чланова Политбироа, сачињавао је Секретаријат. На Шестом конгресу КПЈ је уместо Политбироа формиран Извршни комитет ЦК СКЈ.
Приликом формирања Партије, априла 1919. највиши партијски орган између два конгреса било је Централно партијско веће, а његов извршни и оперативни орган био је Извршни одбор. Услед фракцијских борби у КПЈ, Извршни комитет Коминтерне је априла 1925. донео одлуку да се сазове нови Конгрес и именовао привремени Централни комитет. Усвајањем новог Статута партије на Трећем конгресу, одржаном маја 1926. у Бечу, извршни орган Централног комитета постао је Политички биро (Политбиро). На  овом Конгресу изабран је Централни комитет од 16 и Политбиро од седам чланова, који су сачињавали — Ђуро Ђаковић, Јакоб Жорга, Рајко Јовановић, Ђуро Салај, Лаза Стефановић и Сима Марковић, политички и Радомир Вујовић, организациони секретар.
Услед све чешћих фракционашких борби, Коминтерна је априла 1928. сменила Централни комитет и формирала привремено руководство, на челу са Ђуром Ђаковићем. На Четвртом конгресу КПЈ, одржаном новембра 1928. у Дрездену, донета је одлука да у руководство мора бити укључен одређени број партијских кадрова из редова индустријских радника, па је нови Централни комитет бројао 16 чланова, а у Политбиро су изабрани — Ђуро Ђаковић, Ђуро Салај, Жика Пецарски, Лаза Стефановић и Јован Малишић, a касније је укључен и Милан Горкић. Секретаријат Политбироа сачињавали су — политички секретар Јован Малишић, организациони секретар Ђуро Ђаковић и Ђуро Салај и Жика Пецарски, чланови.
Након увођења Шестојануарске диктатуре, 1929. дошло је до отвореног полицијског терора против чланова и руководилаца Комунистичке партије Југославије, у којима је страдао велики број руководилаца КПЈ и СКОЈ, међу којима су били Ђуро Ђаковић, организациони секретар ЦК КПЈ и Риста Самарџић, члан Политбироа ЦК КПЈ.
Услед масовних хапшења, разбијене су партијске и скојевске организације и њихова руководства, због чега је Централни комитет престао да делује као јединствено руководство. Од једног дела чланова Централног комитета, октобра 1929. у Бечу је формиран Загранични биро ЦК КПЈ, док је у земљи формиран Политбиро са седиштем у Загребу, а потом у Љубљани, који је априла 1930. прешао у иностранство. Услед немогућности рада у земљи, руководство КПЈ налазило се у иностранству, најпре у Бечу, а потом у Паризу и од средине 1930. до средине 1932. имало је само повремене везе са партијским организацијама у земљи.
Тек на Четвртој земаљској конференцији, одржаној децембра 1934. у Љубљани изабран је нови Централни комитет од 12 чланова, док су у Политбиро изабрани — Милан Горкић, Јосип Броз Тито, Благоје Паровић, Камило Хорватин и Адолф Мук. У складу са одлуком о оживљавању политичке активности у земљи, чланови руководства КПЈ су од 1935. почели да долазе у земљу, па су на Пленуму ЦК КПЈ, одржаном у Сплиту почетком јуна, присуствовала тројица чланова Политбироа ЦК КПЈ — Милан Горкић, Благоје Паровић и Карло Худомаљ.
Средином 1935. спроведена је одлука ЦК КПЈ о формирању Земаљског бироа ЦК КПЈ са седиштем у Загребу, али се убрзо показала потреба за формирањем ауторитативнијег руководства у земљи, због обимности и сложености послова. Услед нових сукоба унутар руководства КПЈ, почетком 1936. извршене су измене у чланству Политбироа, након искључења Благоја Паровића и хапшења Ловре Кухара и Ивана Крндеља у Прагу. Извршни комитет Коминтерне, августа 1936. донео је одлуку о именовању новог руководства и потврдио ранију одлуку да се седиште ЦК КПЈ пренесе у земљу. Милан Горкић је одређен за останак у иностранству, ради одржавања везе са Коминтерном, а Јосип Броз Тито упућен у земљу ради стварања услова за формирање новог руководства. Ново руководство КПЈ именовано је у новембру и у њега су поред генералног секретара Милана Горкића и Јосипа Броза, именовани Родољуб Чолаковић, Сретен Жујовић и Франц Лескошек.
Половином 1937, Горкић је позван у Москву на реферисање, где је у јесен исте године погубљен у „стаљиновим чисткама”. Маја 1938. Јосип Броз Тито је дошао у земљу и формирао Привремено руководство КПЈ, прво које је након 1930. у целини деловало у земљи. Јануара 1939. Тито је од Коминтерне добио мандат да формира ново руководство, а по његовом доласку у земљу привремено руководство је прерасло у Централни комитет КПЈ. Иако тада није формиран Политбиро, око Тита је формиран ужи круг сарадника који су чинили Милован Ђилас, Едвард Кардељ и Александар Ранковић.
На Петој земаљској конференцији КПЈ, одржаној октобра 1940. у Загребу формиран је Централни комитет 22 члана и Политбиро од 7 чланова, који су сачињавали — Милован Ђилас, Едвард Кардељ, Раде Кончар, Франц Лескошек, Иван Милутиновић и Александар Ранковић, организациони и Јосип Броз Тито, генерални секретар КПЈ.